# ByHours
ByHours è una startup spagnola ed è la prima piattaforma di prenotazioni di microsoggiorni, attraverso la quale gli hotel si possono prenotare ad ore. L’impresa nasce nel marzo del 2012 a Barcellona, e attualmente conta più di 2.500 hotel in 3 continenti. (971 hotel in Spagna, 424 in Germania, 211 in Francia, 126 in Colombia e 522 in Italia). La compagnia offre la possibilità di prenotare Hotel in 50 paesi in Europa, America e Asia. La compagnia ha raccolto finanziamenti internazionali da diversi investitori. Tra gli ultimi finanziamenti si registrano gli investimenti ricevuti nell’aprile 2014 (2,6M €) e agosto 2016 (1,5M €). La società ha raccolto € 600.000 di fondi da Caixa Capital e Cabiedes Partners a luglio 2013. Nel 2014, secondo Travelmole, oltre 150.000 prenotazioni sono state effettuate tramite ByHours in oltre 1.500 hotel in Spagna.

## Storia
ByHours è stata fondata nel marzo 2012 da Christian Rodriguez e Guillermo Gaspart. La società ha sede a Barcellona, in Spagna, e opera nelle principali città d’Europa, Medio oriente e America Latina. A luglio 2013, ByHours ha raccolto un finanziamento di 600.000 € da Caixa Capital e Cabiedes Partners.

## Premi e riconoscimenti
- Miglior avvio dell'anno nel 2012 in Spagna ai premi Ecommerce.[1][2][17][18]
- Ha ricevuto eAwards 2014 come la migliore app dell'anno in Spagna.[1]
- Ha vinto il primo premio nella categoria di negozi web di viaggi e turismo.[2][17][18]
- Finalista di Bully Awards e Red Herring 2014